# Isaac Abrahamsen
 Isaac Abrahamsen   (Alemanha, 1663 — 1714) foi um escritor e sobre religião alemão ficou conhecido pelos seus escritos religiosos que se espalharam pela Europa de então.